# أوتيس ريدينغ
أوتيس راي ريدينغ، الابن (بالإنجليزية: Otis Redding) (9 سبتمبر 1941 – 10 ديسمبر 1967) مغنِي ومؤلف ومنتج أسطوانات، ومعد، ومستكشف مواهب أمريكي الجنسية. يعد واحدًا من الشخصيات الرائدة في موسيقى السول والـريذم أند بلوز (ريذم أند بلوز (R&B))، وواحدًا من أعظم المغنين في مجال الموسيقى الشعبية. وقد كان لغنائه بحنجرة مفتوحة تأثير على مغنيي موسيقى السول الآخرين في فترة الستينيات، كما أنه ساعد في صياغة النمط الصعب والقوي للريذم أند بلوز والذي شكّل الأساس لشركة ستاكس للصوتيات (Stax Sound). وبعد ظهوره في مهرجان مونتيري لموسيقى البوب، قام بكتابة وتسجيل «الجلوس على حوض الخليج» (Sittin' OnThe Dock of the Bay) مع ستيف كروبر الذي أصبح التسجيل الأول في جداول بيلبورد هوت 100 وريذم أند بلوز والذي تم إصداره بعد وفاته في حادث تحطم طائرة. وصل ألبوم حوض الخليج (The Dock of the Bay) إلى المركز الأول في جدول ألبومات المملكة المتحدة (UK Albums Chart)؛ ليصبح أول ألبوماته التي تحتل القمة بعد وفاته.

## حياته
وُلد ريدينغ ونشأ في ولاية جورجيا الأمريكية. وفي سن الخامسة عشر عامًا، ترك ريدينغ المدرسة كي يدعم أسرته عن طريق عمله مع فرقة دعم ليتل ريتشارد (ذا آبسيتيرز) (The Upsetters)، وأيضًا عن طريق أداءه في برامج المواهب من أجل الحصول على جائزة مالية. وفي عام 1958، انضم إلى فرقة جوني جنكينز (Johnny Jenkins)، ذا باين توبرز (The Pinetoppers)، وقام بجولة في جنوب الولايات المتحدة أثناء عمله كسائق وموسيقي. وقد أدى ظهور غير مخطط له في جلسة ما إلى نقطة تحول في حياته المهنية. وقام بتوقيع عقد مع شركة ستاكس للتسجيلات وأطلق أول ألبوم له، غصة في قلبي (Pain in My Heart)، عام 1964. وقد أنتج هذا الألبوم أول ألبوم منفرد له مع شركة ستاكس، «تلك أسلحتي (These Arms of Mine)».
وعلى الرغم من أن شعبية ريدينغ الأولى كانت مع أمريكيين أفارقة، أصبح لاحقًا على نفس مستوى الشعبية بين الجمهور الأمريكي العريض. حيث قام هو وفرقته لأول مرة بعمل حفلات موسيقية في الجنوب، ثم العمل في النادي الليلي، ويسكي إيه جو جو (Whisky a Go Go)، وهي أول حفلة موسيقية لهم في غرب الولايات المتحدة. وعلى المستوى العالمي، عمل ريدينغ في باريس ولندن من بين أماكن أخرى. كانت وفاة ريدينغ صادمةً بالنسبة لشركة ستاكس التي كانت على وشك الإفلاس. واكتشفت شركة ستاكس فيما بعد أن شركة أتلانتيك للتسجيلات (Atlantic Records) هي المالكة لحقوق البومات ريدينغ بأكملها. نال ريدينغ عدة أوسمة بعد وفاته، بما في ذلك جائزة غرامي لايف تايم للإنجازات (Grammy Lifetime Achievement Award) وتنصيبه في متحف الروك آند الرول (Rock and Roll Hall of Fame) وردهة مشاهير كُتاب الأغاني (Songwriters Hall of Fame). وبسبب تأثيره على فنانين آخرين، حصل ريدينغ على اللقب الشرفي، «ملك السول».

## مواضيع ذات صلة
- إيريك بيردن

## وصلات خارجية
- أوتيس ريدينغ على موقع IMDb (الإنجليزية)
- أوتيس ريدينغ على موقع الموسوعة البريطانية (الإنجليزية)
- أوتيس ريدينغ على موقع روتن توميتوز (الإنجليزية)
- أوتيس ريدينغ على موقع ميوزك برينز (الإنجليزية)
- أوتيس ريدينغ على موقع رولينغ ستون (الإنجليزية)
- أوتيس ريدينغ على موقع قاعدة بيانات برودواي على الإنترنت (الإنجليزية)
- أوتيس ريدينغ على موقع إن إن دي بي (الإنجليزية)
- أوتيس ريدينغ على موقع أول ميوزيك (الإنجليزية)
- أوتيس ريدينغ على موقع ديسكوغز (الإنجليزية)
- أوتيس ريدينغ على موقع قاعدة بيانات الفيلم (الإنجليزية)

- Otis Redding Official Website